# Revolution'Air
"Changez d'ère avec Revolution'Air"
Revolution'Air est une compagnie aérienne française basée à Aubagne et dont l'activité principale est le transport à la demande low-cost et le pont aérien médical entre Dijon et Nevers.

## Histoire
A l'initiative de Jean-François Ballin, ancien courtier aérien,,, l'aventure Revolution'Air débute en 2019. L'objectif est alors de démocratiser l'aviation d'affaires au départ de l'aéroport international d'affaires du Castellet dans le Var et la rendre accessible au plus grand nombre (chefs d'entreprises ou privés).
Pour cela, la compagnie s'équipe d'un avion beaucoup moins gourmand que ceux utilisés par les autres compagnies d'affaires, un Diamond DA-62, acheté 1,5 million d’euros.
Cet aéronef veut embarquer 4 passagers et 1 pilote, 645 kilos de chargement et voler à 330 km/h en vitesse de croisière sur une grande partie des destinations françaises, européennes et méditerranéennes en polluant sept fois moins qu’un jet privé classique grâce à une consommation réduite. Le prix de l'heure de vol est donc divisé par 3 par rapport à un jet traditionnel d'affaires,.
Initialement prévu en 2021, elle obtient son certificat de transporteur aérien (CTA n° FR.AOC.0141) en 2022 et s'installe sur l'aéroport d'Avignon.
Son siège social est à Aubagne (Bouches-du-Rhône).
Trois bases aériennes seront ouvertes, Cannes, Avignon et Nancy.
La compagnie est inaugurée le 10 juin 2022 sur la terrasse du Fortin de Corbières à Marseille.
A compter du 1er avril 2024, Revolution'Air remplace la compagnie Suisse, Fly 7 et son Pilatus PC-12 de 8 places sur le pont aérien médical mis en place en janvier 2023 entre Dijon et Nevers, nommé "Flying Doctors" (Docteurs volants), qui consiste à transporter tous les jeudis dans un premier temps, une relève de médecins du CHU de Dijon pour l'hôpital de Nevers,,,. Depuis le début du dispositif, soit de janvier 2023 à mars 2024, 45 vols ont été opérés pour 167 médecins,,.
Le Centre Hospitalier de l’Agglomération de Nevers et la compagnie Revolution'Air ont contracté dans le cadre d'un marché public pour une durée de 1 an, le transport en avion des médecins du Centre Hospitalier de Dijon venus en renfort sur le territoire de Nevers et de la Nièvre. Dès lors, Revolution'Air ouvre une base sur la plateforme de Dijon,.
La compagnie vise dix avions à horizon 2027.

## Activités
- Liaison aérienne médicale Dijon-Nevers-Dijon.
- Transport à la demande (France, Europe et Méditerranée).

## Flotte
- Diamond Aircraft DA-62 immatriculé F-HTMM
- Diamond Aircraft DA-62 immatriculé F-HJTA